# Museo de Arte Eli y Edythe Broad
El Museo de Arte Eli y Edythe Broad (coloquialmente MSU Broad), es un museo de arte contemporáneo ubicado en la Universidad Estatal de Míchigan en East Lansing, Míchigan. Se inauguró el 10 de noviembre de 2012.

## Historia
El 1 de junio de 2007, el estado de Míchigan recibió una donación de $28 millones del empresario Eli Broad y su esposa, Edythe, para la construcción de un nuevo museo de arte, para reemplazar el antiguo Museo de Arte Kresge en el edificio de arte de la escuela. En su reunión del 15 de junio, la Junta Directiva de MSU aprobó la construcción del museo con planes iniciales para demoler el edificio y luego en la ubicación propuesta, el Edificio Paolucci. Michael Rush fue nombrado director fundador en diciembre de 2010. Michael Rush murió de cáncer de páncreas el 27 de marzo de 2015. Marc-Olivier Wahler fue nombrado director el 9 de marzo de 2016.

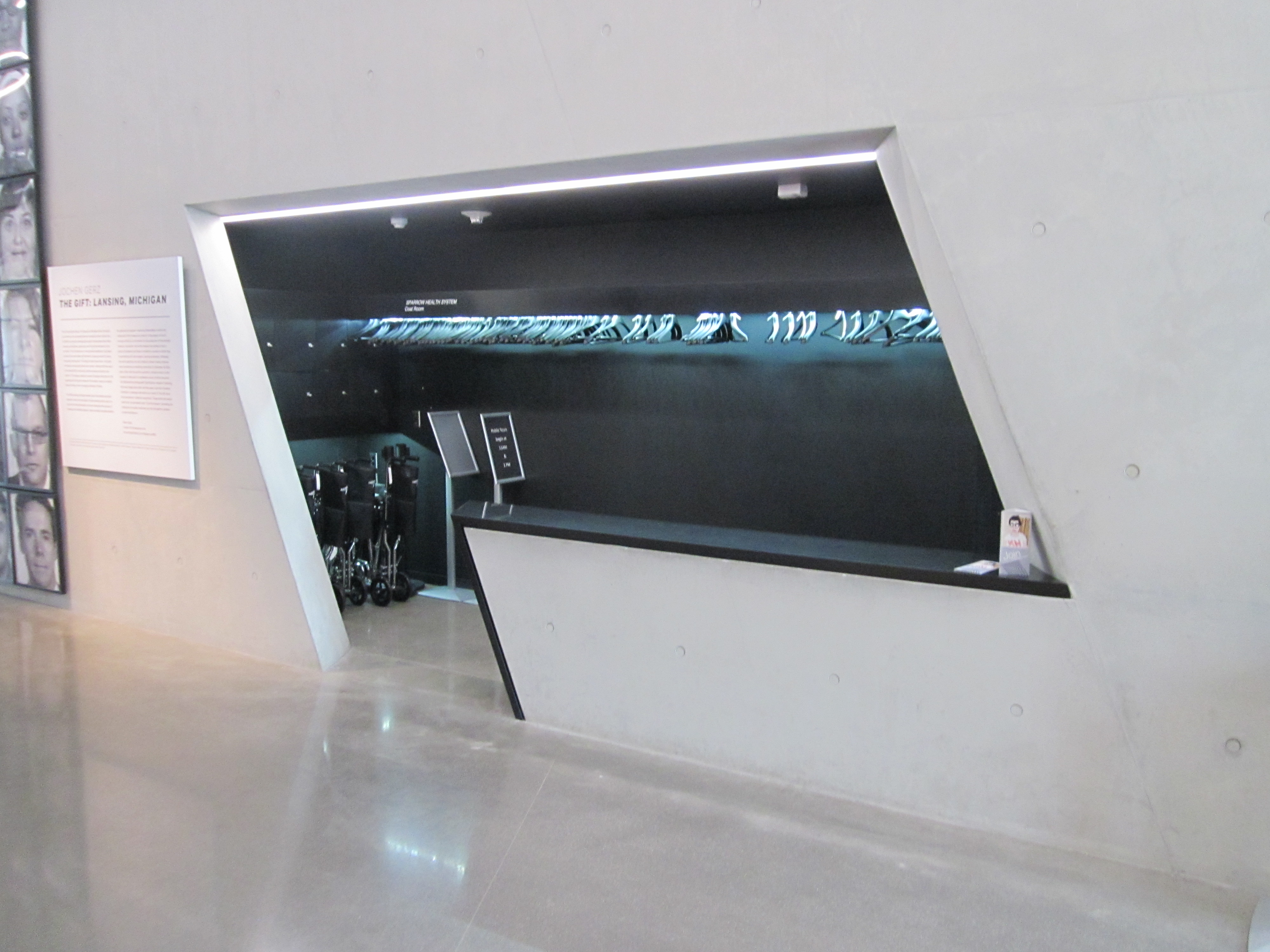
Incluso el guardarropa tiene un diseño angular.

### Concurso de diseño
Tras la aprobación del museo, inicialmente se identificaron 10 empresas semifinalistas de un campo de aproximadamente 30 empresas. De la lista de semifinalistas, se seleccionaron cinco estudios de arquitectura para presentar propuestas al concurso. El edificio propuesto debía incluir un mínimo de 26 000 pies cuadrados (2415,5 m²) de espacio de galería y albergaría tanto exposiciones permanentes como temporales. Las nuevas instalaciones permitirían que el museo de arte de MSU ofreciera oportunidades educativas y programación, como conferencias de académicos, curadores, artistas y profesores visitantes; seminarios, formación docente; y actividades especiales para familias y grupos escolares. Los cinco finalistas fueron:
- Zaha Hadid – Londres.[8]
- Coop Himmelb(l)au – Viena/Los Ángeles.[9]
- Morfosis – Santa Mónica.[10]
- Kohn Pedersen Fox Associates, PC – Nueva York.[11]
- Randall Stout Architects, Inc. – Los Ángeles.[12]

El comité de selección anunció el 15 de enero de 2008 que Zaha Hadid había sido seleccionada.

### Construcción y apertura

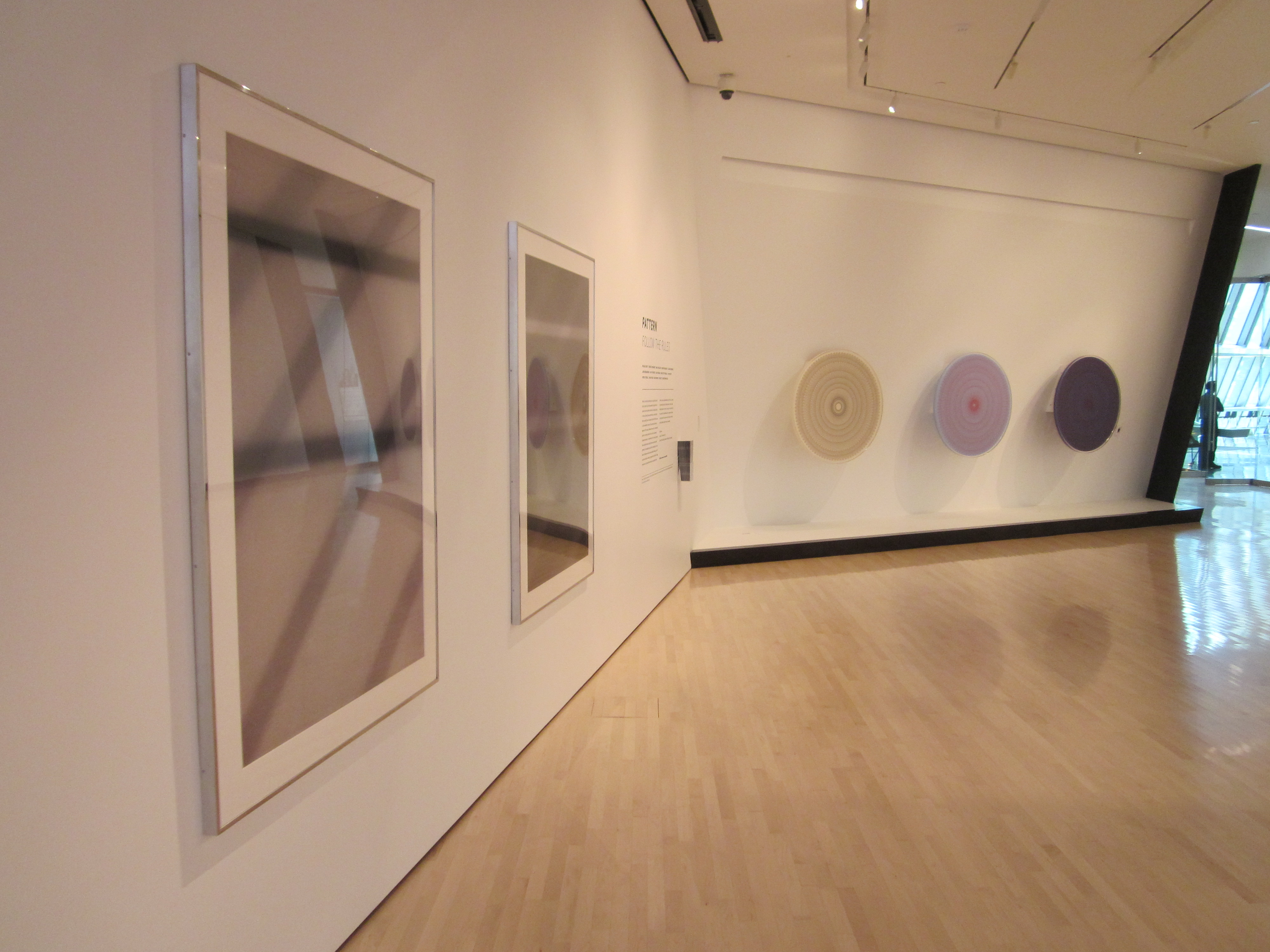
Una de las galerías.

La construcción del museo comenzó el 16 de marzo de 2010, en una ceremonia inaugural a la que asistieron Eli Broad y Zaha Hadid. Originalmente programada para abrir el 21 de abril de 2012, la inauguración oficial se retrasó hasta noviembre debido a "una combinación de retrasos en el suministro de materiales y la prioridad dada a involucrar a los estudiantes en las actividades de apertura".
Barton Malow brindó servicios de administración de la construcción, utilizando técnicas de construcción atípicas para garantizar la constructibilidad dado el diseño único.
La fachada angular está compuesta de acero inoxidable plisado y vidrio y fue concebida para darle al edificio "una apariencia en constante cambio que despierta curiosidad pero nunca revela su contenido". (Zaha Hadid Arquitectos). El setenta por ciento de los 46 000 pies cuadrados (4273,5 m²) está dedicada a espacio expositivo.

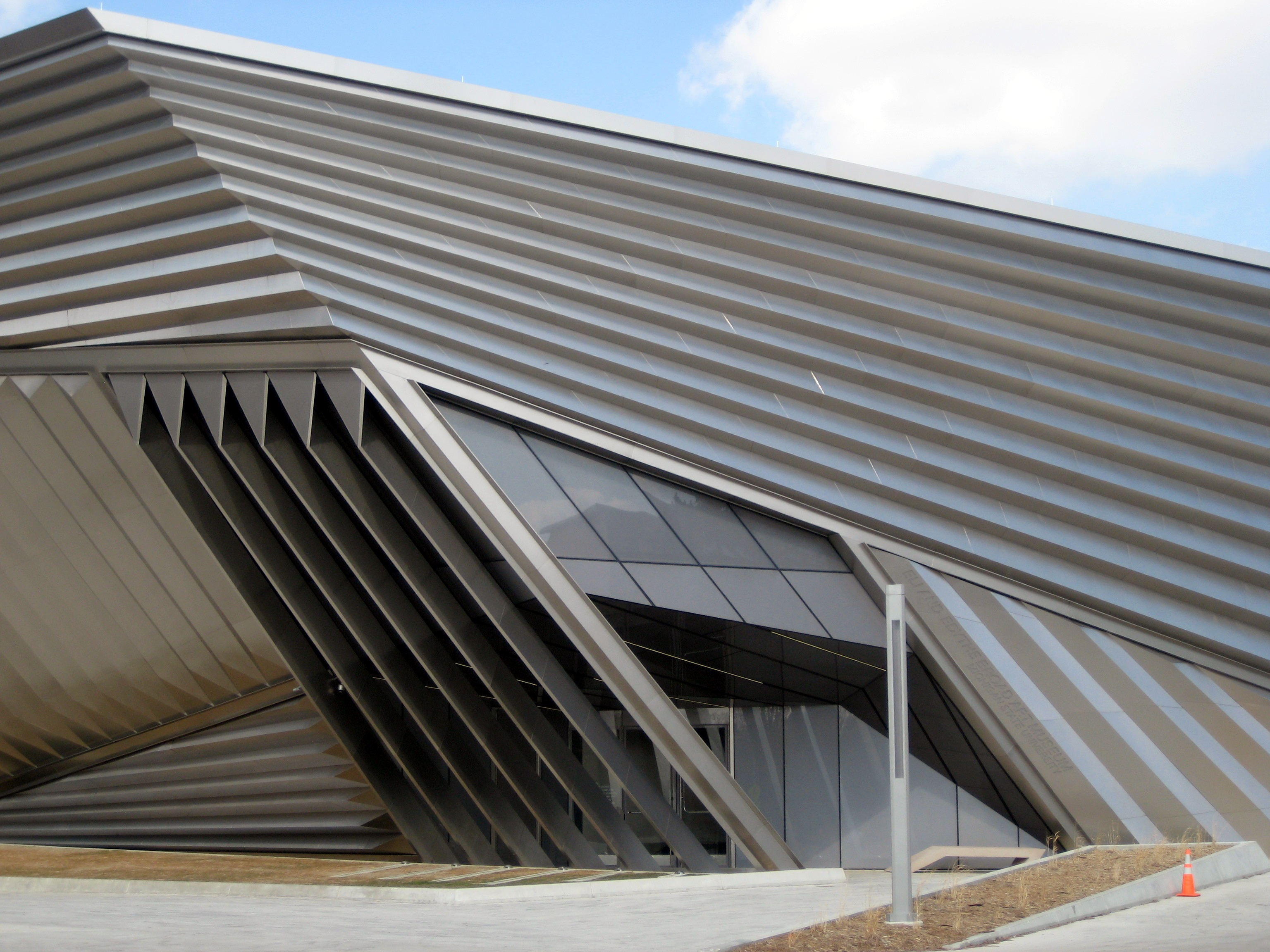
El museo visto desde East Circle Drive.

El museo también incluye una instalación educativa, un centro de estudio de obras en papel, oficinas administrativas, una cafetería y una tienda; así como una plaza peatonal y un jardín de esculturas.

## Impacto económico
Según un estudio económico publicado por Anderson Economic Group, se proyectó que el museo generaría aproximadamente $5,75 millones por año en nuevos gastos en la economía regional. Específicamente, el estudio predijo que los visitantes gastarían:
- $2 millones en compras, entretenimiento y otras ventas minoristas
- $1.4 millones en comida y bebida
- $1.1 millones en gastos relacionados con el transporte
- $ 1.1 millones en alojamiento durante la noche

"Esperamos ser un contribuyente significativo a nuestro motor económico local", dijo Michael Rush, director fundador del Museo Broad. El museo "generará nuevas oportunidades para negocios existentes y negocios potencialmente nuevos", señaló el informe, y agregó que "es probable que atraiga a visitantes con ingresos relativamente altos, altos niveles de educación y gustos y preferencias...".